# ReFS
ReFS (Resilient file system, попередня назва — Protogon) — файлова система, що використовується в Windows Server 2012, Windows Server 2012 R2, бета-версіях Microsoft Windows 8, Windows 8.1. Є подальшим розвитком NTFS. ReFS підтримує точки повторної обробки (англ. reparse points) — технологію, яка раніше містилася лише в файловій системі NTFS.
Через точки повторної обробки реалізована підтримка символьних посилань і точок монтування в Windows, так що ReFS також підтримує їх. У порівнянні з NTFS, станом на серпень 2011 року, відсутня підтримка альтернативних файлових потоків. ReFS не підтримується Windows 7 і більш ранніми системами.
Файлова система ReFS була знайдена в збірках Windows 8, починаючи з 6.2.7955. ReFS була помічена в Windows 8 6.3 9369 X64. У Windows 8 6.3 9374 X86/9385 X86 відсутня.

## Історія версій та сумісність
- v1.1: Оригінальна версія, нею форматує Windows Server 2012.
- 1.2: Версія за замовчуванням у Windows 8.1, Windows 10 v1507 to v1607, Windows Server 2012 R2,також можлива як опція при форматуванні з Windows Server 2016. Можна використовувати альтернативні потоки даних під Windows Server 2012 R2.
- 22.2: Версія за замовчуванням у Windows 10 Preview збірка 10049 чи раніші. Не може бути примонтована у збірці 10061 і пізніших.
- 2.0: Версія за замовчуванням у Windows Server 2016 TP2 та TP3. Не може бути примонтована у збірці Windows 10 10130 чи пізніших, або Windows Server 2016 TP4 чи пізніших.
- 3.0: Версія за замовчуванням у Windows Server 2016 TP4 та TP5.
- 3.1: Версія за замовчуванням у Windows Server 2016 RTM.
- 3.2: Версія за замовчуванням у Windows 10 v1703 та Windows Server Insider Preview збірка 16237. Може бути відформатованим у Windows 10 Insider Preview 15002 чи пізнішим. Підтримує дедублікацію у серверній версії.
- 3.3: Версія за замовчуванням у Windows 10 Enterprise v1709 (створення ReFS розділів було видалено з версій Home та Pro починаючи з збірки 16226, залишилась можливість читання/запису) та Windows Server версії 1709 (починаючи з Windows 10 Enterprise Insider Preview збірка 16257 та Windows Server Insider Preview збірка 16257)
- 3.4: Версія за замовчування у Windows 10 Enterprise v1803 – v1809 та Windows Server 2019 v1803 – v1809.
- 3.5: Додану підтримку hardlink (збірки 19536 та/або 21H1).
- 3.7: Версія у Windows 11.

| ReFS | Windows Server 2012 | Windows 8.1, Server 2012 R2 | Windows 10 v1507 — v1607 | Windows 10 v1703 | Windows Server 2016 TP2, TP3 | Windows Server 2016 TP4, TP5 | Windows Server 2016 RTM | Windows 10 v1709, Server Core 1709 |
| ---- | ------------------- | --------------------------- | ------------------------ | ---------------- | ---------------------------- | ---------------------------- | ----------------------- | ---------------------------------- |
| 1.1  | За умовчанням       | Так1                        | Так1                     | Так1             | Так1                         | Так1                         | Так1                    | ?                                  |
| 1.2  | Так                 | За умовчанням               | За умовчанням            | Так              | Так                          | Так                          | Так                     | Так                                |
| 2.0  | Ні                  | Ні                          | Ні                       | Ні               | За умовчанням                | Ні                           | Ні                      | Ні                                 |
| 3.0  | Ні                  | Ні                          | Ні                       | Ні               | Ні                           | За умовчанням                | Так2                    | Так2                               |
| 3.1  | Ні                  | Ні                          | Ні                       | Так3             | Ні                           | Ні                           | За умовчанням           | Так4                               |
| 3.2  | Ні                  | Ні                          | Ні                       | За умовчанням    | Ні                           | Ні                           | Ні                      | Так3                               |
| 3.3  | Ні                  | Ні                          | Ні                       | Ні               | Ні                           | Ні                           | Ні                      | За умовчанням                      |

Примітки:
1: В лог буде записано повідомлення що розділ створено в старішій версії Windows і деякі функції можуть бути втрачені.
2: Windows оновить його до 3.1, як тільки розділ буде підключено в режимі запису.
3: Windows оновить його до 3.2, як тільки розділ буде підключено в режимі запису.
4: Windows оновить його до 3.3, як тільки розділ буде підключено в режимі запису.